# 1976年薩伊伊波拉出血熱疫情
1976年薩伊伊波拉出血熱疫情是1976年8月爆發於薩伊（今剛果民主共和國）的伊波拉出血熱疫情，首例病例出現在該國西北部蒙加拉省的亞布庫 。造成疫情的病毒最初被認為是馬堡病毒，後來才發現是與該病毒關係接近的新種病毒，並以鄰近疫情爆發地點的河流伊波拉河將其命名為伊波拉病毒。此次疫情共造成318人感染，其中280人死亡，致死率為88%，與數週前爆發於蘇丹（今屬南蘇丹）的疫情同為史上最早紀錄的伊波拉出血熱疫情。

## 經過
亚布库当地一所学校的校长馬巴羅‧羅卡拉（Mabalo Lokela）是此次疫情的指示病例 。羅卡拉曾在1976年8月带着村子的教会，沿着埃博拉河参观中非共和国边境，此河流即為埃博拉病毒名稱的来历，也是疫情的源头。
羅卡拉最初在亚布库教会医院确诊为疟疾，服用奎宁，但因发高烧而于9月1日回到教会医院，在被建议休息后回到离教会约一公里的Yalikonde村家中。9月5日，羅卡拉病情加重，七窍出血，出现呕吐、急性腹泻、胸痛、头痛、发烧，处于辗转和迷茫的状态，不久后于9月8日死去。8月28日，第二名男子出现症状，他声称来自附近的Yandongi村。8月30日，他离开医院。他的病症没能识别出明确的病因，也没有再次出现。同一天，在医院接受贫血治疗的病人Yombe Ngongo去了医院接受检查后回到村子。她很快就患上重病，她的妹妹Euza隨後也染病。Yombe于9月7日死去，Euza紧随其后于9月9日死去。
羅卡拉造访不久后，亚布库教会医院出现大量病例。世界卫生组织的一份报告指出，“几乎所有的后续感染要么在医院接受注射，或与病例有过密切接触。”羅卡拉的家人们决定遵照当地风俗埋葬他的尸体，不久後他的21名親友均患病，其中18人死亡。教会医院重复使用未经消毒的针头，同样造成感染扩散。
亚布库教会医院是偏僻的天主教医院，没有医生與协助诊断的实验室设施。仅由四名比利时修女、一名牧师、一名扎伊尔女护士和7名扎伊尔男子提供治疗。9月12日，紧急援助请求被发送。9月15日，第一名医生Mgoi Mushola抵达，他撰写了一份报告，指出尝试过所有的疗法都没有成功，无意中寫出了埃博拉出血热的首份描述报告。

1976年扎伊尔的埃博拉疫区，为图中的深绿色区域，其他发生在当时苏丹南部的病例以浅绿色标示

微生物学家和医生彼得·皮奥特调查了随之而来的疫情，结果是亚布库姐妹教会医院在产前诊所用未经消毒的针头和注射器，给孕妇注射维生素，无意中引发疫情。
此次疫情中，扎伊尔共有318例病例，其中280例死亡。邻近的苏丹南部（今屬南蘇丹）則有284例病例，151例死亡。在17名工作人员中11名经抢救无效死亡后，亚布库教会医院关闭。服务社区的比利时修女也被感染，她们当中有两人死亡，小队移到金沙萨后，扎伊尔护士Mayinga N'Seka也死去。在世界卫生组织的协助下，疫情最终得到遏制，当地村民在社区中隔离，经消毒的医疗设备和防护服提供给医务人员。刚果空军提供直升机让疫情团体访问该地区550处村庄2°49′23″N 22°13′28″E / 2.82306°N 22.22444°E。